# تالخمت
تالخمت (به عربی: تالخمت) یک شهرداری در الجزایر است که در استان باتنه واقع شده است.